# Fiabilidad histórica del Corán

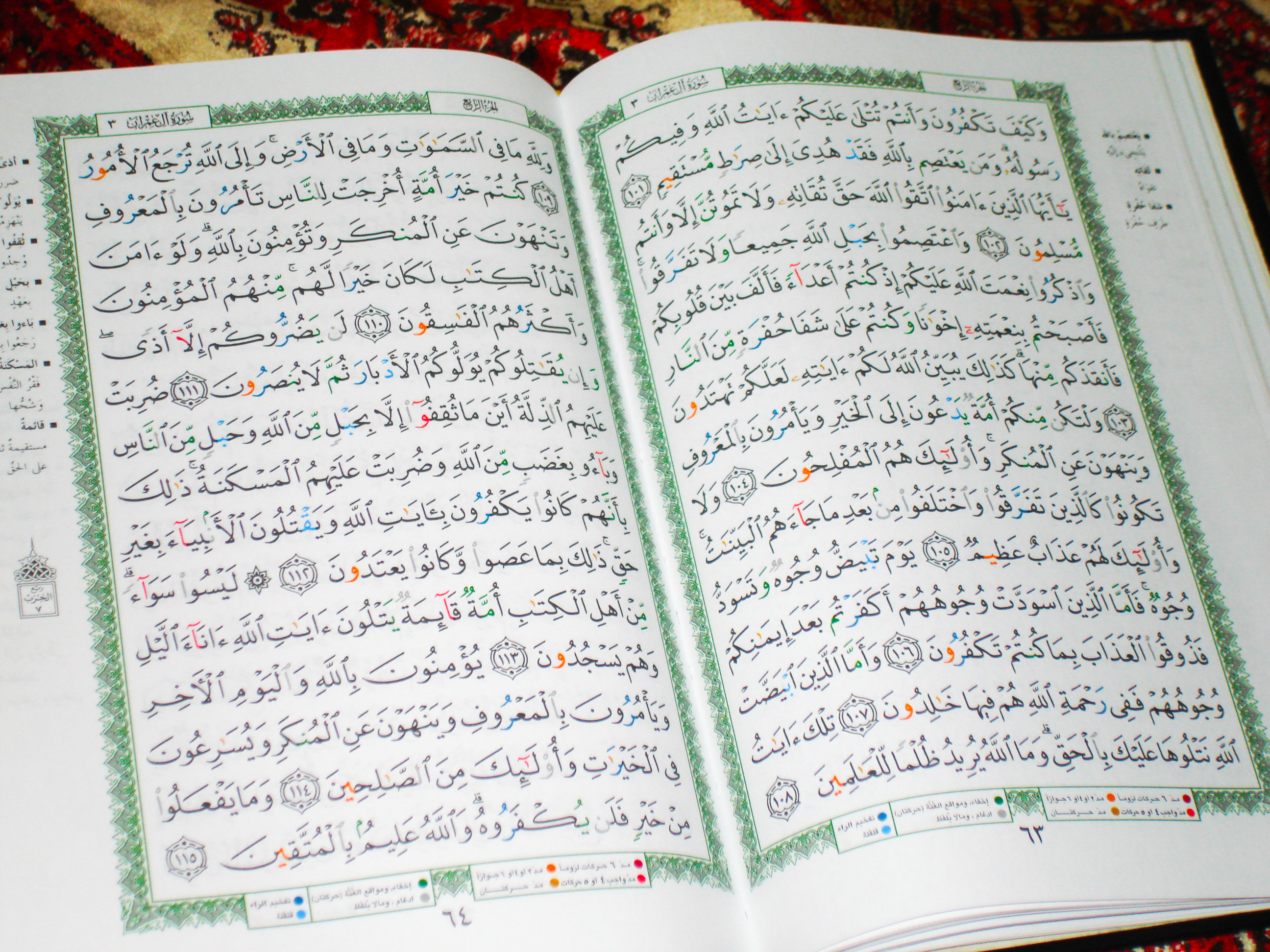
El Corán, en texto árabe tradicional

El Corán es considerado el fundamento escritural del islam y los musulmanes creen que fue enviado por Alá (Dios) y revelado a Mahoma por el ángel Yibril (Gabriel). Los musulmanes no han empleado la crítica histórica en el estudio del Corán, pero sí han utilizado la crítica textual de forma similar a como lo han hecho cristianos y judíos. Dicha aproximación ha sido practicada principalmente por académicos seculares occidentales como John Wansbrough, Joseph Schacht, Patricia Crone y Michael Cook, quienes dejan de lado doctrinas aceptadas por los estudiosos musulmanes —divinidad, perfección, inmutabilidad, etc., del Corán— y, en su lugar, investigan el origen, el texto, la composición y la historia del Corán.
En el mundo islámico, la crítica académica del Corán puede considerarse una apostasía. Por ello, la crítica académica del Corán es un campo aún incipiente en el mundo islámico.
Los estudiosos han identificado diversas fuentes preexistentes para algunos relatos coránicos. El Corán presupone familiaridad del lector con la Biblia cristiana y existen numerosos paralelos entre la Biblia y el Corán. Además de la Biblia, el Corán incluye narraciones legendarias sobre Dhul-Qarnayn, evangelios apócrifos y leyendas judías.

## Historia textual

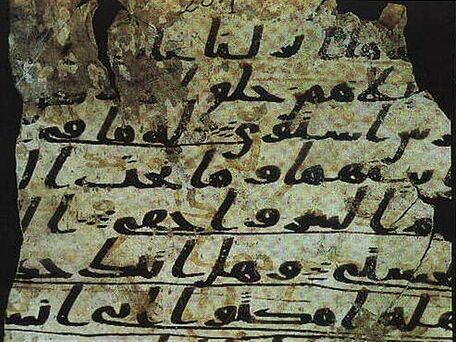
Manuscrito de Saná del Corán.

### Manuscritos tempranos
En la década de 1970 se descubrieron 14 000 fragmentos coránicos en la Gran Mezquita de Saná, conocidos como los manuscritos de Saná. Unos 12 000 fragmentos pertenecían a 926 copias del Corán, y los otros 2000 eran sueltos. La copia más antigua conocida del Corán hasta el momento forma parte de esta colección. Según Sadeghi y Bergmann, los resultados indicaron que el pergamino tenía una probabilidad del 68 % (1σ) de pertenecer al periodo comprendido entre 614 y 656 d. C., y una probabilidad del 95 % (2σ) de situarse entre 578 y 669 d. C. La datación por radiocarbono se aplicó al texto inferior, mientras que la paleografía sugiere una fecha de mediados a segunda mitad del siglo VII. El texto superior se fecha entre finales del siglo VII y comienzos del VIII.
El erudito alemán Gerd R. Puin ha investigado estos fragmentos durante años. Su equipo realizó 35 000 microfotografías de los manuscritos, que dató en la primera parte del siglo VIII. Aunque no ha publicado la totalidad de su trabajo, señaló ordenaciones inusuales de versos, variaciones textuales menores y estilos ortográficos raros. Asimismo, sugirió que algunos pergaminos eran palimpsestos reutilizados. Puin consideró que ello implicaba un texto en evolución en lugar de uno fijo.
En 2015, algunos de los fragmentos coránicos más antiguos conocidos, datados entre aproximadamente 568 y 645 d. C., fueron identificados en la Universidad de Birmingham. El islamólogo Joseph E. B. Lumbard, de la Universidad Hamad Bin Khalifa (Qatar), escribió en el HuffPost apoyando las fechas propuestas por los investigadores de Birmingham, y señalando que el hallazgo —que podría confirmarse por radiocarbono como escrito en las primeras décadas de la era islámica— incluye variaciones en el “texto subyacente” que ya recoge la tradición historiográfica islámica.

## Corán e historia

### Relato de la Creación
El Corán contiene un relato de la creación y puede referirse a que el mundo fue creado en seis días (yawm), aunque esto es muy debatido. En Sura al-Anbiyā’ el Corán afirma que «los cielos y la tierra eran un todo» antes de separarse. Dios creó luego el relieve de la tierra, puso el cielo como techumbre y creó los ciclos de día y noche asignando una órbita al sol y la luna. Algunos apologistas musulmanes, como Zakir Naik y Adnan Oktar, sostienen el creacionismo, y el académico contemporáneo Yasir Qadhi considera que la idea de que los humanos evolucionaron contradice el Corán. La mayoría de los musulmanes no acepta la teoría de la evolución, aunque hay diferencias sustanciales entre países (desde <10 % de aceptación en Egipto hasta ~40 % en Kazajistán). Algunos musulmanes señalan un versículo coránico como indicio de evolución: «cuando ciertamente os creó en etapas de desarrollo» (71:14). La evolución se enseña en muchos países islámicos y algunos estudiosos han intentado conciliar el Corán y la evolución.

### As-Sāmirī
El Corán narra la historia del becerro de oro y menciona que as-Sāmirī, un seguidor díscolo de Moisés, fabricó el becerro mientras éste permaneció cuarenta días en el Monte Sinaí recibiendo los Diez Mandamientos. Dado que as-Sāmirī puede significar «samaritano», algunos creen que el personaje alude al culto de los becerros de oro que erigió Jeroboam en Samaria, confluyendo así ambos episodios idolátricos en uno.

### Leyendas de Alejandro Magno

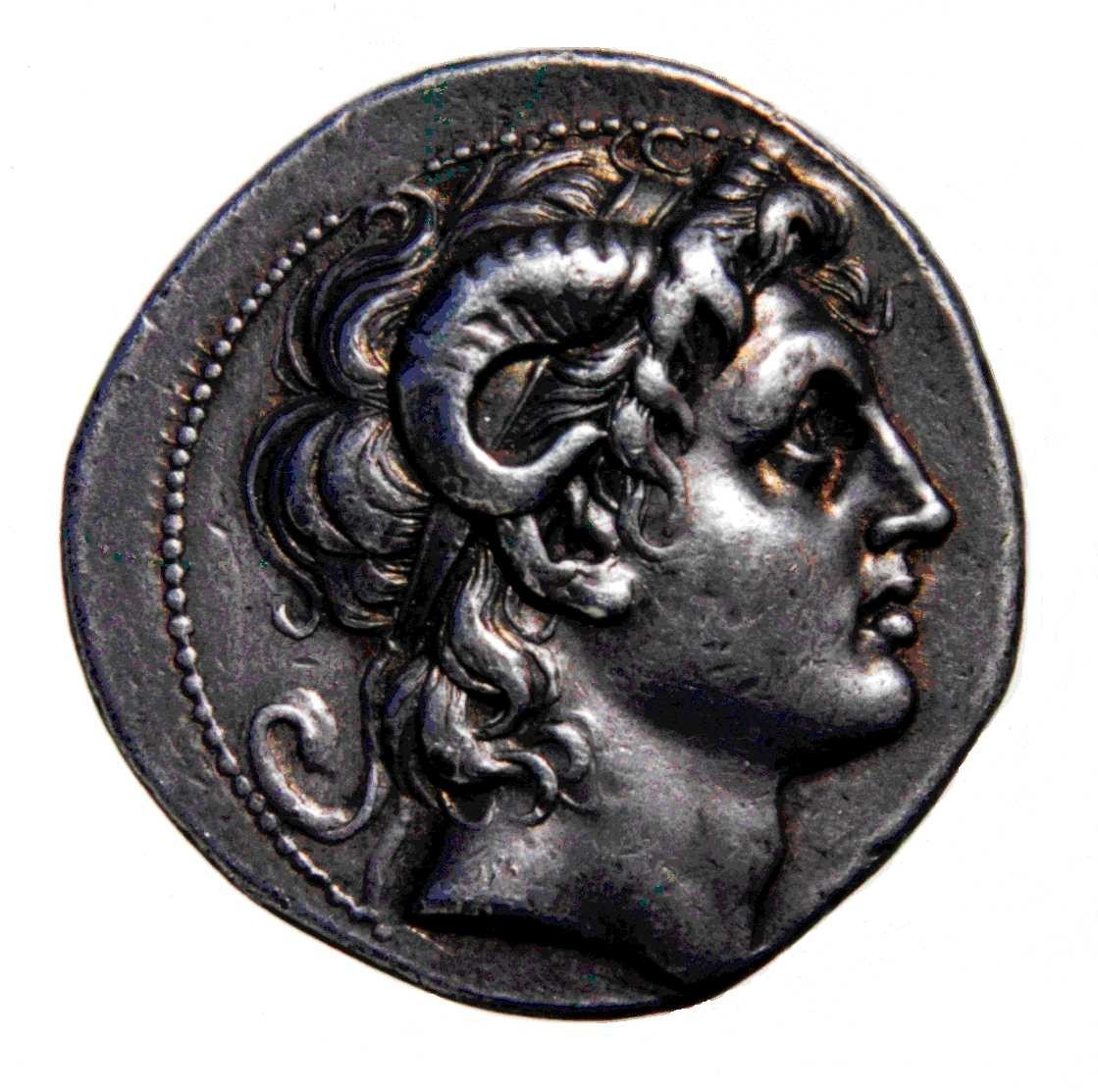
Tetradracma de plata de Alejandro Magno con cuernos del dios carnero Zeus-Ámmón.

El Corán incorpora leyendas populares sobre Alejandro Magno, denominado Dhul-Qarnayn («el de los dos cuernos»). La historia de Dhul-Qarnayn tiene su origen en leyendas alejandrinas vigentes en Oriente Próximo a inicios de la era cristiana: según éstas, los Escitas, descendientes de Gog y Magog, derrotaron a un general de Alejandro, y éste levantó un muro en el Cáucaso para mantenerlos fuera de las tierras civilizadas (elementos básicos ya presentes en Flavio Josefo).
Las razones del sobrenombre «dos cuernos» no son claras: el erudito Al-Tabari (839–923) sostuvo que se debía a que llegó a cada extremo («cuerno») del mundo, si bien puede derivar en última instancia de la iconografía de Alejandro con cuernos del dios carnero Zeus-Ámmón, difundida en la numismática del Cercano Oriente helenístico. El muro que Dhul-Qarnayn construye en su viaje septentrional podría reflejar un conocimiento lejano de la Gran Muralla China (el geógrafo del siglo XII al-Idrīsī dibujó para Roger II de Sicilia una «tierra de Gog y Magog» en Mongolia) o de diversos muros sasánidas en el área caspia; o una confluencia de ambos.
Dhul-Qarnayn viaja igualmente a los extremos occidental y oriental («qarn», punta) de la Tierra. En occidente encuentra el sol poniéndose en «un manantial de lodo», equivalente al «mar venenoso» de la leyenda siríaca. En el relato siríaco Alejandro prueba el mar enviando condenados, mientras que el Corán transforma esto en una administración general de justicia. En oriente tanto la leyenda siríaca como el Corán sitúan a un pueblo que vive tan cerca del sol naciente que carece de protección frente a su calor.
«Qarn» significa también «siglo» o «periodo», por lo que el nombre puede tener sentido simbólico de «el de las dos edades»: la primera, el tiempo mítico en que se levanta el muro; la segunda, la era del fin del mundo cuando la sharía es retirada y Gog y Magog quedan sueltos. Escritores apocalípticos islámicos modernos, en lectura literal, ofrecen varias explicaciones a la ausencia del muro hoy: algunos identifican a Gog y Magog con los mongoles y dan el muro por desaparecido; otros sostienen que tanto el muro como Gog y Magog existen, pero son invisibles.

### Muerte de Jesús

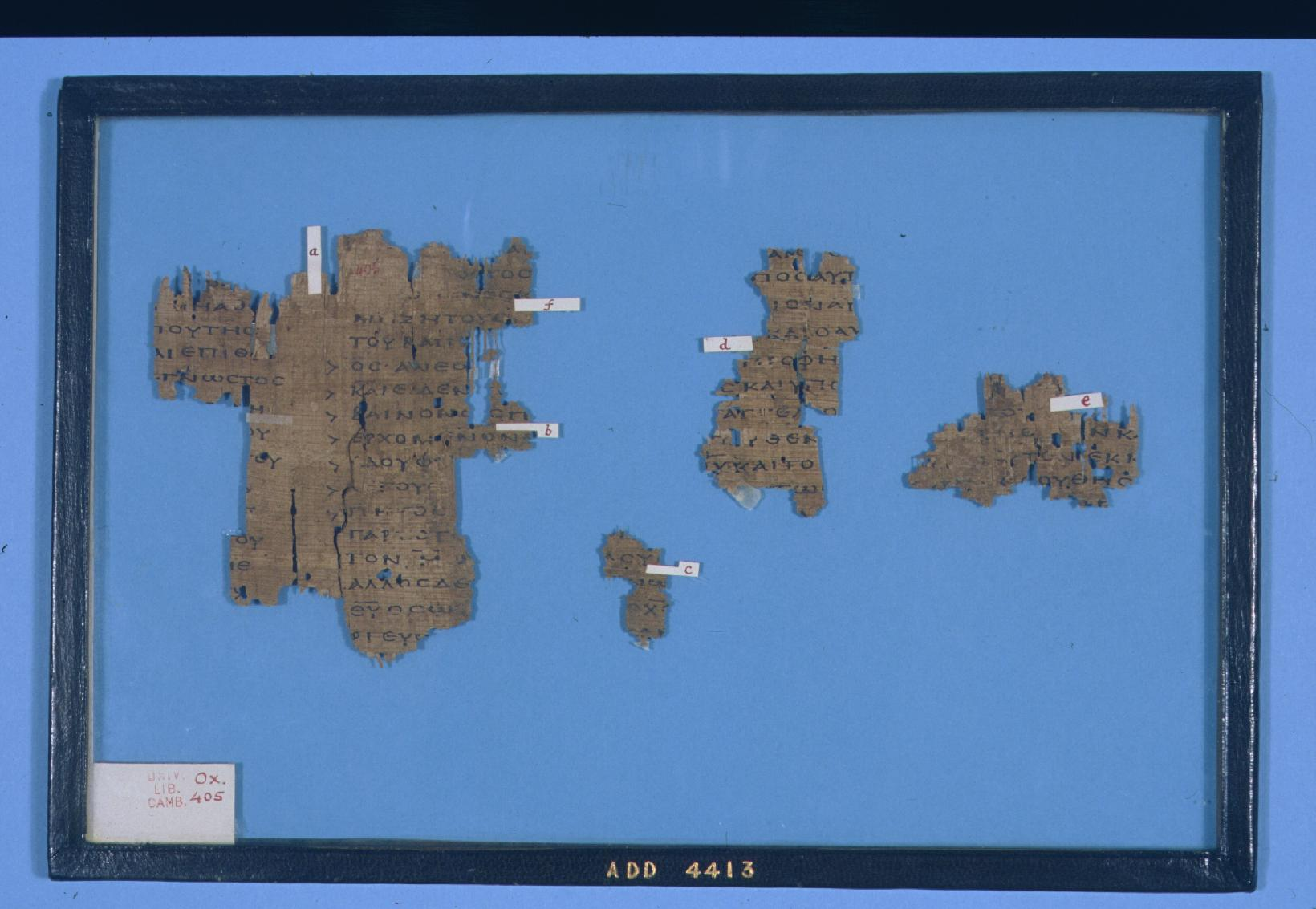
Papiro de Adversus haereses de Ireneo, donde se describen creencias gnósticas sobre la muerte de Jesús que influyeron en el islam.

El Corán sostiene que Jesús no fue realmente crucificado ni murió en la cruz. La opinión islámica general que niega la crucifixión pudiera ser influida por el maniqueísmo (docetismo), que afirma que alguien más fue crucificado en lugar de Jesús, concluyendo además que Jesús regresará al final de los tiempos.

Que dijeron (jactándose): «Hemos matado al Cristo Jesús, hijo de María, el mensajero de Alá». Pero no le mataron ni le crucificaron, sino que les apareció como tal… ¡En verdad, no le mataron! Antes bien, Alá lo elevó hacia Sí…
Corán, An-Nisá 4:157–158.

Pese a ello, los historiadores mantienen la historicidad de la Crucifixión de Jesús. La idea de que Jesús sólo «pareció» ser crucificado y no murió realmente es anterior al islam y se halla en diversos evangelios apócrifos.
Ireneo describe en su Adversus haereses creencias gnósticas de notable semejanza con la visión islámica:

No padeció la muerte él mismo, sino que un tal Simón de Cirene, obligado, cargó con su cruz por él; y éste, transfigurado por él para que se le tuviera por Jesús, fue crucificado por ignorancia y error, mientras Jesús mismo tomó la forma de Simón y, de pie, se burlaba de ellos…
Adversus haereses, I, 24, 4.

Otro escrito gnóstico de la biblioteca de Nag Hammadi, el Segundo Tratado del Gran Set, expresa una visión similar:

No fui afligido en absoluto y, sin embargo, no morí en realidad sólida sino en lo que parece…

y también:

Otro, su padre, fue quien bebió la hiel y el vinagre; no yo. Otro fue quien cargó la cruz; fue Simón. Otro fue sobre quien pusieron la corona de espinas. Pero yo me regocijaba en lo alto…

El Apocalipsis copto de Pedro igualmente revela la misma idea:

Lo vi (a Jesús) como si fuera apresado por ellos… «Aquel a quien viste en el madero, gozoso y riendo, ése es Jesús viviente. Pero el cuyas manos y pies ves clavados es su parte carnal, el sustituto puesto en su lugar…»

Con todo, el islamólogo Mahmoud M. Ayoub y el historiador de las religiones Gabriel Said Reynolds discrepan de la interpretación mayoritaria, argumentando que el Corán en ninguna parte niega que Jesús muriera.